# Cherval
Cherval est une commune française située dans le département de la Dordogne, en région Nouvelle-Aquitaine.

## Géographie

### Localisation et accès
En Ribéracois, dans le quart nord-ouest du département de la Dordogne, en bordure de la plaine céréalière du Périgord blanc, Cherval est une commune située, en distances orthodromiques, à 5 km au nord de Verteillac et 35 km au nord-ouest de Périgueux. Elle est arrosée par la Pude.
Le petit bourg est aussi à 17 km au nord de Ribérac, 27 km au sud-ouest de Nontron et 33 km au sud-est d'Angoulême.
La commune est traversée par la route de Ribérac à Angoulême et Nontron, la route départementale (RD) 708, nord-sud, ainsi que par d'autres routes départementales de moindre importance, la RD 102 est-ouest qui passe dans le bourg et la RD 100 (nord-est/nord-ouest).

### Communes limitrophes
Cherval est limitrophe de six autres communes. À l'est, le territoire de La Chapelle-Montabourlet est distant de 800 mètres.
| Champagne-et-Fontaine  | Gout-Rossignol |                         |
| La Chapelle-Grésignac  | Cherval        | La Tour-Blanche-Cercles |
| Saint-Martial-Viveyrol | Verteillac     |                         |

### Géologie et relief

#### Géologie
Situé sur la plaque nord du Bassin aquitain et bordé à son extrémité nord-est par une frange du Massif central, le département de la Dordogne présente une grande diversité géologique. Les terrains sont disposés en profondeur en strates régulières, témoins d'une sédimentation sur cette ancienne plate-forme marine. Le département peut ainsi être découpé sur le plan géologique en quatre gradins différenciés selon leur âge géologique. Cherval est située dans le troisième gradin à partir du nord-est, un plateau formé de calcaires hétérogènes du Crétacé.
Les couches affleurantes sur le territoire communal sont constituées de formations superficielles du Quaternaire datant du Cénozoïque, de roches sédimentaires du Mésozoïque. La formation la plus ancienne, notée c3(2), date du Coniacien indifférencié, composée de calcaires gréseux, sables et marnes à la base puis calcaires bioclastiques et calcaires crayeux et glauconieux ou calcaires à huîtres au sommet. La formation la plus récente, notée CFp, fait partie des formations superficielles de type colluvions indifférenciées de versant, de vallon et plateaux issues d'alluvions, molasses, altérites. Le descriptif de ces couches est détaillé dans  les feuilles « no 733 - Montmoreau » et « no 734 - Nontron » de la carte géologique au 1/50 000 de la France métropolitaine, et leurs notices associées,.

Carte géologique de Cherval.

#### Relief et paysages
Le département de la Dordogne se présente comme un vaste plateau incliné du nord-est (491 m, à la forêt de Vieillecour dans le Nontronnais, à Saint-Pierre-de-Frugie) au sud-ouest (2 m à Lamothe-Montravel). L'altitude du territoire communal varie quant à elle entre 93 mètres au nord-ouest, à l'ouest du château du Bourbet, là où le bras septentrional de la Pude quitte la commune et entre sur celle de La Chapelle-Grésignac et 183 ou 187 mètres au sud-est près des Mouyaux, en limite de la commune de La Tour-Blanche-Cercles. Le bourg est au pied d'une butte-témoin et d'une cuesta qui fait face à l'est, en haut de laquelle se trouvent Grésignac, et les hameaux du Breuil et de Vicrose. Construit en bord de plaine, il est à 118 m d'altitude.
Dans le cadre de la Convention européenne du paysage entrée en vigueur en France le 1er juillet 2006, renforcée par la loi du 8 août 2016 pour la reconquête de la biodiversité, de la nature et des paysages, un atlas des paysages de la Dordogne a été élaboré sous maîtrise d’ouvrage de l’État et publié en octobre 2020. Les paysages du département s'organisent en huit unités paysagères,. La commune est dans le Ribéracois, une région naturelle possédant un relief vallonné avec des altitudes moyennes comprises autour des 130-160 m, sculpté par la Dronne et ses nombreux affluents. Les paysages sont ondulés de grandes cultures dont les vastes horizons contrastent avec les paysages plus cloisonnés de la Dordogne,.
La superficie cadastrale de la commune publiée par l'Insee, qui sert de référence dans toutes les statistiques, est de 18,71 km2,,. La superficie géographique, issue de la BD Topo, composante du Référentiel à grande échelle produit par l'IGN, est quant à elle de 18,9 km2.

### Hydrographie

#### Réseau hydrographique
La commune est située dans le bassin de la Dordogne au sein du Bassin Adour-Garonne. Elle est drainée par la Pude, plusieurs bras de la Pude, la Sauvanie et par deux petits cours d'eau, qui constituent un réseau hydrographique de plus de 17 km de longueur totale,.
La Pude, d'une longueur totale de 19,75 km, prend sa source dans la commune voisine de Gout-Rossignol et se jette en rive gauche de la Lizonne, en limite de Bouteilles-Saint-Sébastien et de Nanteuil-Auriac-de-Bourzac, face à Palluaud,. Elle arrose le nord de la commune par de nombreux bras dont certains servent de limite naturelle face à Gout-Rossignol et Champagne-et-Fontaine.
La Sauvanie, d'une longueur totale de 14,58 km, prend sa source dans le sud-ouest de la commune, près du hameau du même nom, et se jette dans la Lizonne en rive gauche, en limite d'Allemans et Saint-Paul-Lizonne, face à la commune de Saint-Séverin,.

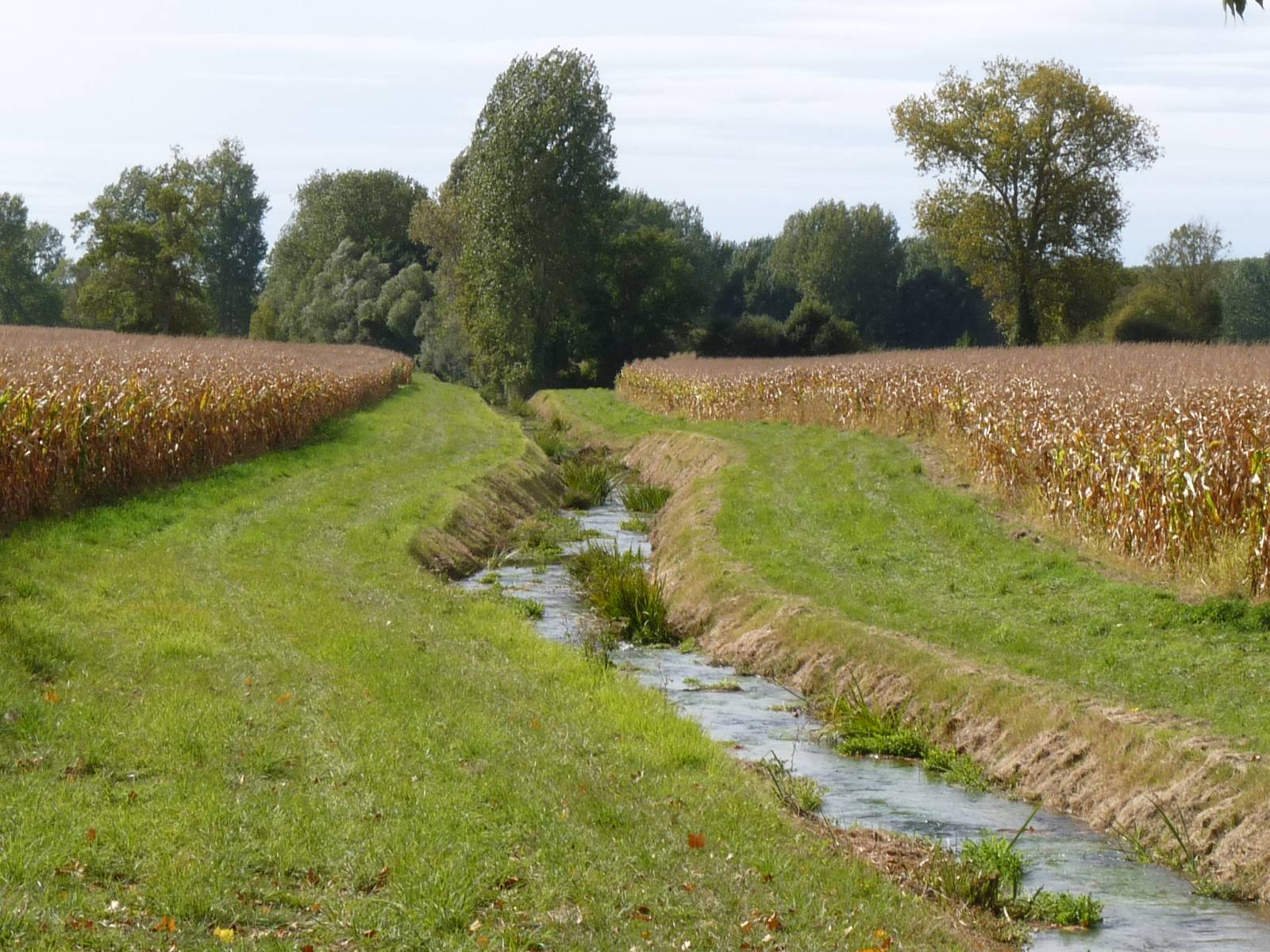
La Pude près du château du Bourbet.
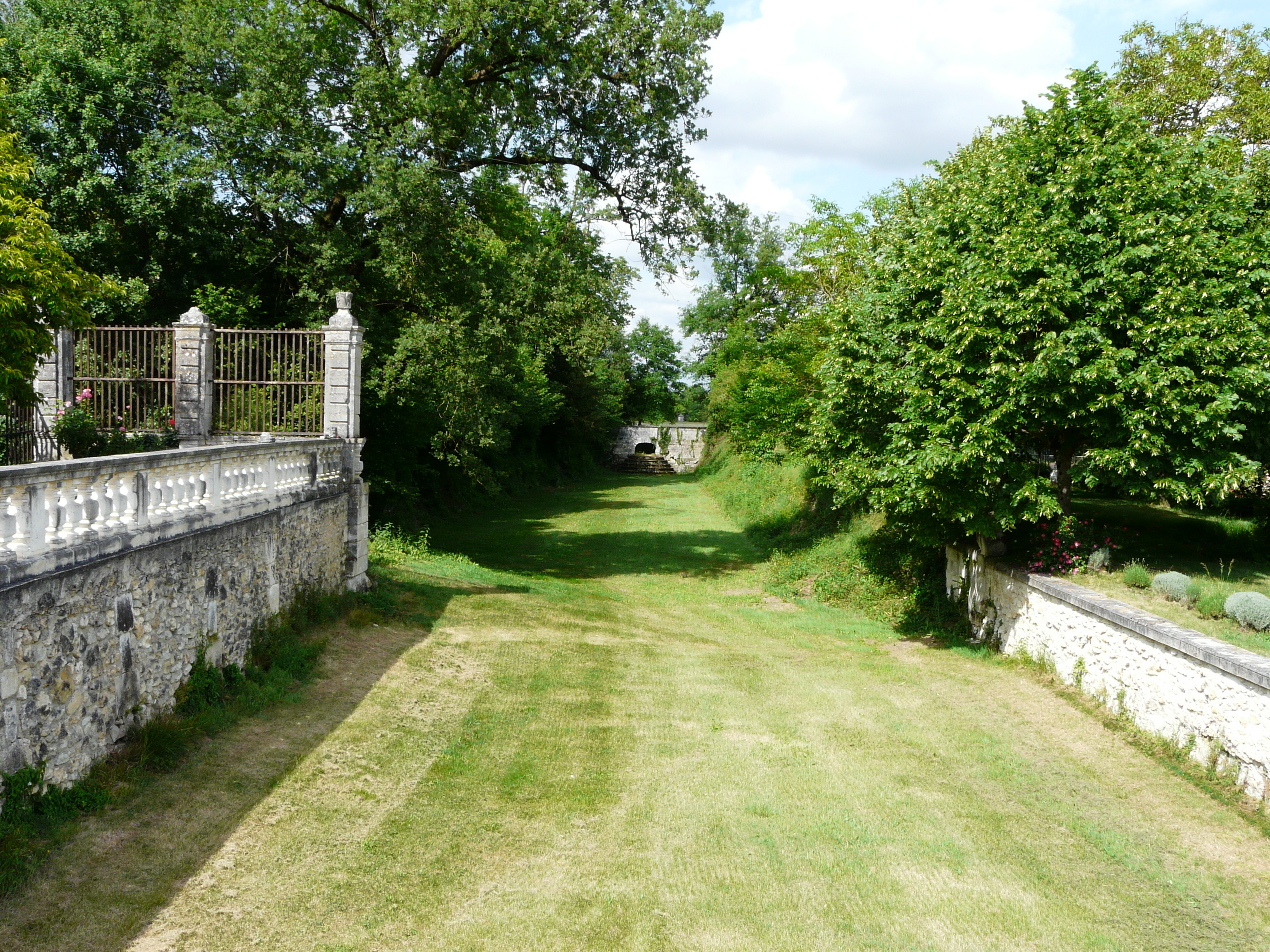
Le bief (asséché), en limite de Champagne-et-Fontaine et Cherval, qui alimentait en eau le moulin de Clauzuroux depuis la Pude.
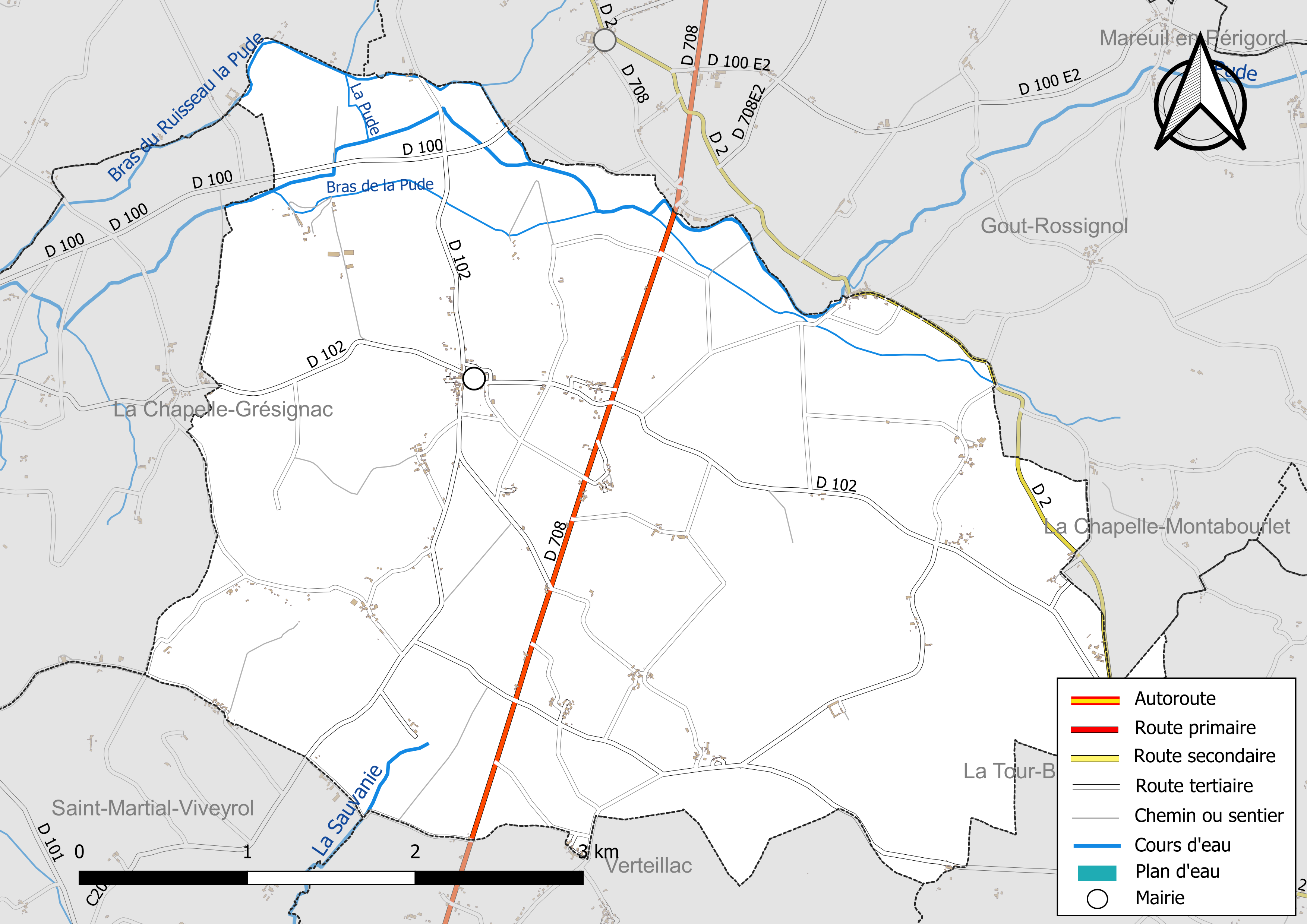
Réseaux hydrographique et routier de Cherval.

#### Gestion et qualité des eaux
Le territoire communal est couvert par le schéma d'aménagement et de gestion des eaux (SAGE) « Isle - Dronne ». Ce document de planification, dont le territoire regroupe les bassins versants de l'Isle et de la Dronne, d'une superficie de 7 500 km2, a été approuvé le 2 août 2021. La structure porteuse de l'élaboration et de la mise en œuvre est l'établissement public territorial de bassin de la Dordogne (EPIDOR). Il définit sur son territoire les objectifs généraux d’utilisation, de mise en valeur et de protection quantitative et qualitative des ressources en eau superficielle et souterraine, en respect des objectifs de qualité définis dans le troisième SDAGE  du Bassin Adour-Garonne qui couvre la période 2022-2027, approuvé le 10 mars 2022.
La qualité des eaux de baignade et des cours d’eau peut être consultée sur un site dédié géré par les agences de l’eau et l’Agence française pour la biodiversité.

### Climat
Pour des articles plus généraux, voir Climat de la Nouvelle-Aquitaine et Climat de la Dordogne.
Historiquement, la commune est exposée à un climat océanique aquitain.  
En 2020, Météo-France publie une typologie des climats de la France métropolitaine dans laquelle la commune est exposée à un climat océanique altéré et est dans la région climatique  Aquitaine, Gascogne, caractérisée par une pluviométrie abondante au printemps, modérée en automne, un faible ensoleillement au printemps, un été chaud (19,5 °C), des vents faibles, des brouillards fréquents en automne et en hiver et des orages fréquents en été (15 à 20 jours).
Pour la période 1971-2000, la température annuelle moyenne est de 12,1 °C, avec  une amplitude thermique annuelle de 14,8 °C. Le cumul annuel moyen de précipitations est de 904 mm, avec 12,5 jours de précipitations en janvier et 6,9 jours en juillet. Pour la période 1991-2020, la température moyenne annuelle observée sur la station météorologique la plus proche, située sur la commune de Saint-Martial-Viveyrol à 5 km à vol d'oiseau, est de 13,3 °C et le cumul annuel moyen de précipitations est de 862,3 mm,. Pour l'avenir, les paramètres climatiques de la commune estimés pour 2050 selon différents scénarios d’émission de gaz à effet de serre sont consultables sur un site dédié publié par Météo-France en novembre 2022.

### Milieux naturels et biodiversité
La commune présente sur la presque totalité de son territoire, hormis au nord, une zone naturelle d'intérêt écologique, faunistique et floristique (ZNIEFF) de type II, le plateau de Cherval, remarquable pour sa variété d'oiseaux dont plusieurs font l'objet d'une protection par la directive européenne : Bruant ortolan (Emberiza hortulana), Busard cendré (Circus pygargus), Busard Saint-Martin (Circus cyaneus), Engoulevent d'Europe (Caprimulgus europaeus), Grande Outarde (Otis tarda), Pie-grièche écorcheur (Lanius collurio), Pipit rousseline (Anthus campestris),.
La vallée de la Pude est protégée dans sa traversée de la commune au titre d'une autre ZNIEFF de type II « Vallée de la Nizonne »,.
Sa faune est constituée d'environ 250 espèces dont trente sont considérées comme déterminantes :
- vingt mammifères, dont la Loutre d'Europe (Lutra lutra), le Vison d'Europe (Mustela lutreola) et dix-huit espèces de chauves-souris : la Barbastelle d'Europe (Barbastella barbastellus), le Grand murin (Myotis myotis), le Grand rhinolophe (Rhinolophus ferrumequinum), le Minioptère de Schreibers (Miniopterus schreibersii), le Murin à moustaches (Myotis mystacinus), le Murin à oreilles échancrées (Myotis emarginatus), le Murin de Bechstein (Myotis bechsteinii), le Murin de Daubenton (Myotis daubentonii), le Murin de Natterer (Myotis nattereri), la Noctule commune (Nyctalus noctula), la Noctule de Leisler (Nyctalus leisleri), l'Oreillard gris (Plecotus austriacus), l'Oreillard roux (Plecotus auritus), le Petit murin (Myotis blythii), le Petit rhinolophe (Rhinolophus hipposideros), la Pipistrelle de Kuhl (Pipistrellus kuhlii), la Pipistrelle de Nathusius (Pipistrellus nathusii) et la Sérotine commune (Eptesicus serotinus) ;
- sept insectes dont quatre papillons : l'Azuré de la croisette (Phengaris rebeli), l'Azuré de la sanguisorbe (Phengaris teleius), le Cuivré des marais (Lycaena dispar), le Fadet des laîches (Coenonympha oedippus), et trois libellules : l'Agrion de Mercure (Coenagrion mercuriale), la Cordulie à corps fin (Oxygastra curtisii) et le Gomphe de Graslin (Gomphus graslinii) ;
- deux amphibiens, la Rainette verte (Hyla arborea) et le Triton marbré (Triturus marmoratus) ;
- un reptile : la Cistude d'Europe (Emys orbicularis).

Sa flore est également riche de plus de deux cents espèces de plantes, dont neuf sont considérées comme déterminantes : la Fritillaire pintade (Fritillaria meleagris), la Gentiane des marais (Gentiana pneumonanthe), l'Hélianthème blanc (Helianthemum canum), l'Orchis à fleurs lâches (Anacamptis laxiflora), l'Orpin de Nice (Sedum sediforme), le Pigamon jaune (Thalictrum flavum), la Sabline des chaumes (Arenaria controversa), le Scirpe des bois (Scirpus sylvaticus) et l'Utriculaire citrine (Utricularia australis).
Sur le territoire communal, deux zones réduites formant un total d'une dizaine d'hectares (près des lieux-dits les Écuyers et Soulet) font partie de la ZNIEFF de type I « Vallée de la Pude » composée « d'anciennes tourbières et les petits vallons dominés par les milieux humides "naturels" (prairies, roselières, sources, boisements de saules », dans laquelle ont été recensés deux espèces déterminantes d'odonates, le Gomphe semblable (Gomphus simillimus) et le Gomphe vulgaire (Gomphus vulgatissimus). Trente-sept autres espèces animales y ont également été répertoriées (seize odonates et 21 oiseaux) ainsi qu'une trentaine d'espèces végétales.

## Urbanisme

### Typologie
Au 1er janvier 2024, Cherval est catégorisée commune rurale à habitat très dispersé, selon la nouvelle grille communale de densité à 7 niveaux définie par l'Insee en 2022.
Elle est située hors unité urbaine et hors attraction des villes,.

### Occupation des sols
L'occupation des sols de la commune, telle qu'elle ressort de la base de données européenne d’occupation biophysique des sols Corine Land Cover (CLC), est marquée par l'importance des territoires agricoles (96,3 % en 2018), une proportion identique à celle de 1990 (96,3 %). La répartition détaillée en 2018 est la suivante : 
terres arables (93,8 %), forêts (3,7 %), prairies (1,5 %), zones agricoles hétérogènes (1 %). L'évolution de l’occupation des sols de la commune et de ses infrastructures peut être observée sur les différentes représentations cartographiques du territoire : la carte de Cassini (XVIIIe siècle), la carte d'état-major (1820-1866) et les cartes ou photos aériennes de l'IGN pour la période actuelle (1950 à aujourd'hui).

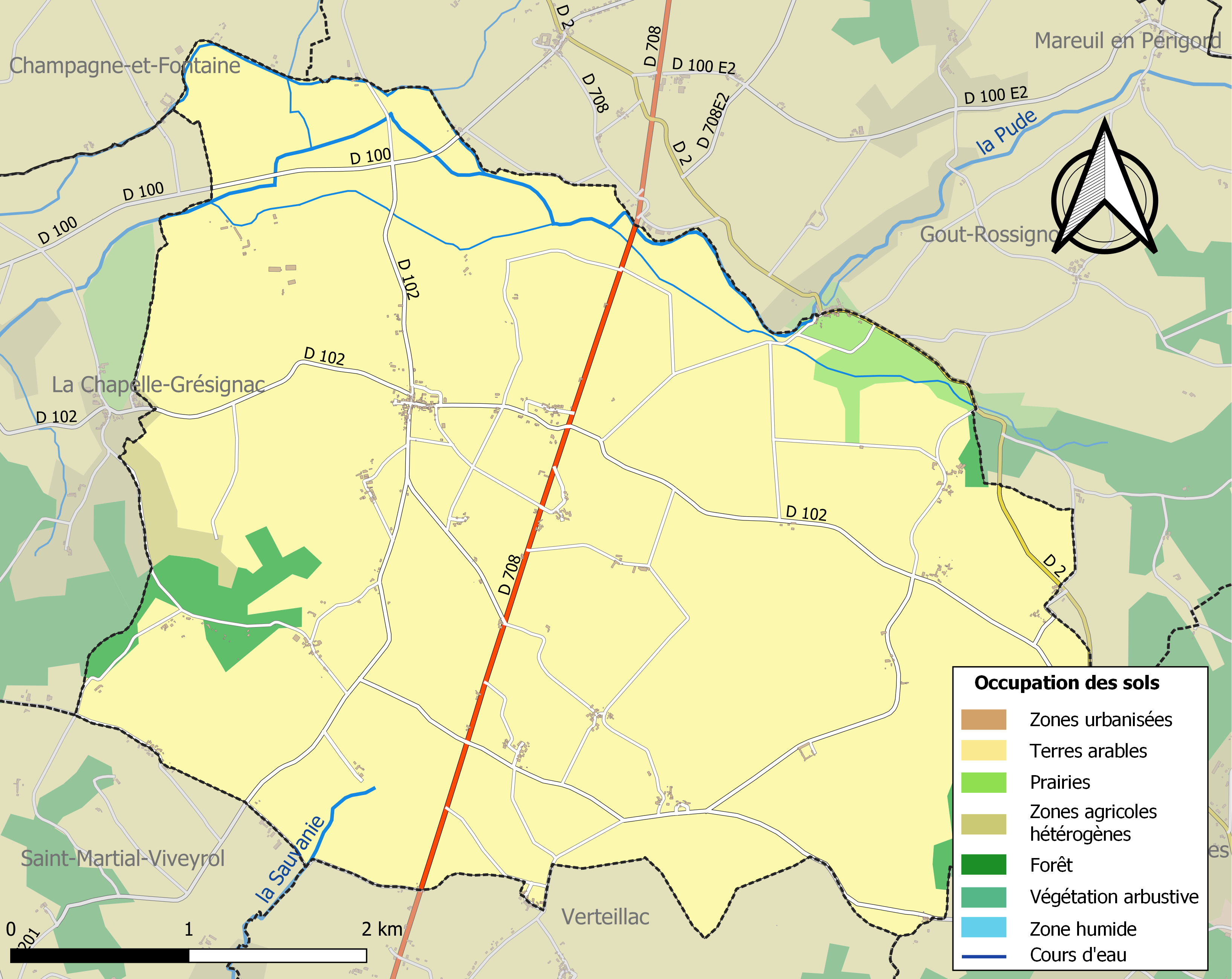
Carte des infrastructures et de l'occupation des sols de la commune en 2018 (CLC).

### Hameaux et lieux-dits
La commune comporte de nombreux hameaux, comme Vicrose, Génilblanc, le Breuil, la Sauvanie, Beuil, la Sauvanie, les Maines, Chanceau, chez Itou, la Guide, le Recours, etc.

### Prévention des risques
Le territoire de la commune de Cherval est vulnérable à différents aléas naturels : météorologiques (tempête, orage, neige, grand froid, canicule ou sécheresse), feux de forêts, mouvements de terrains et séisme (sismicité faible). Un site publié par le BRGM permet d'évaluer simplement et rapidement les risques d'un bien localisé soit par son adresse soit par le numéro de sa parcelle.
Cherval est exposée au risque de feu de forêt. L’arrêté préfectoral du 14 mars 2013 fixe les conditions de pratique des incinérations et de brûlage dans un objectif de réduire le risque de départs d’incendie. À ce titre, des périodes sont déterminées : interdiction totale du 15 février au 15 mai et du 15 juin au 15 octobre, utilisation réglementée du 16 mai au 14 juin et du 16 octobre au 14 février. En septembre 2020, un plan inter-départemental de protection des forêts contre les incendies (PidPFCI) a été adopté pour la période 2019-2029,.

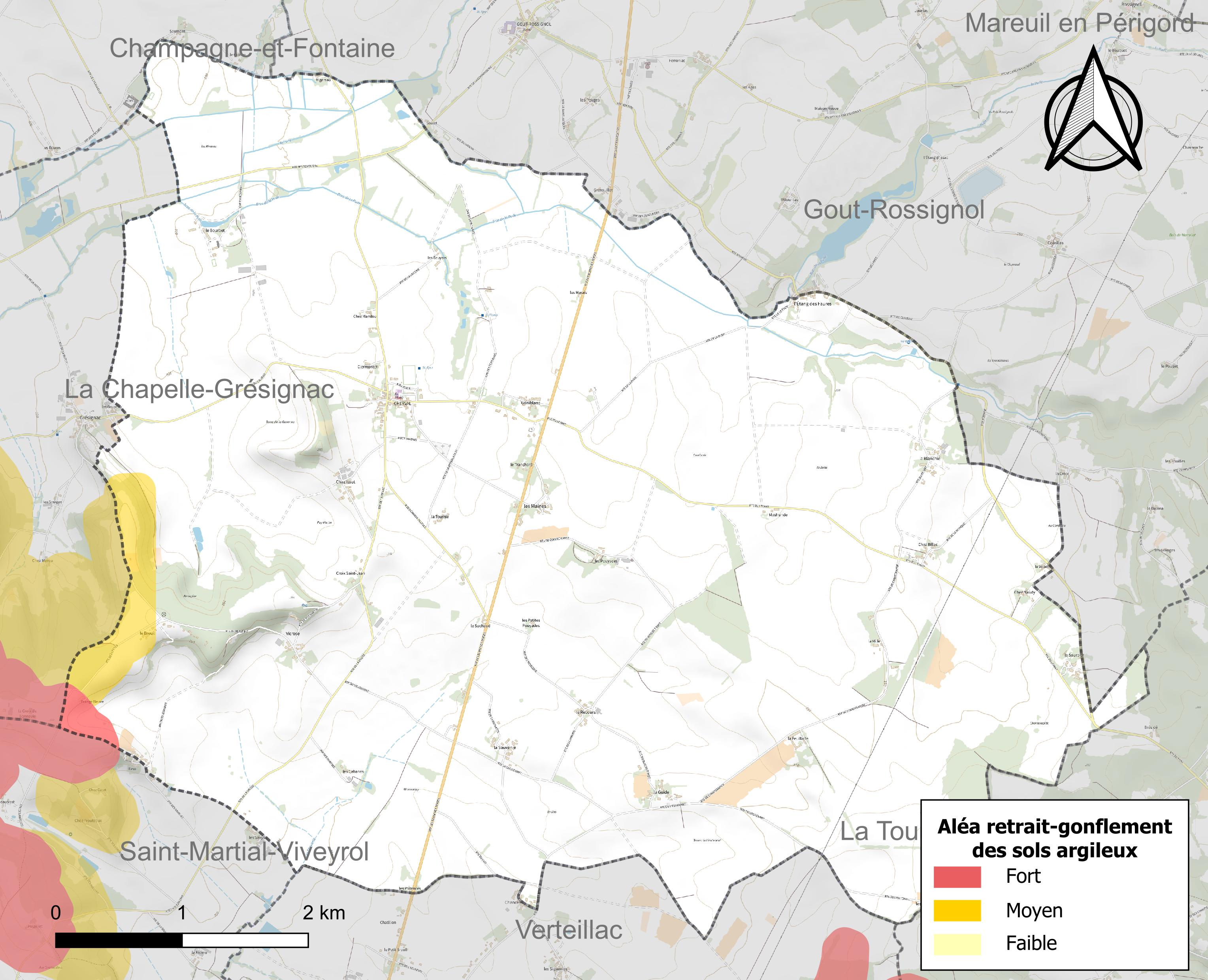
Carte des zones d'aléa retrait-gonflement des sols argileux de Cherval.

Les mouvements de terrains susceptibles de se produire sur la commune sont des tassements différentiels. Le retrait-gonflement des sols argileux est susceptible d'engendrer des dommages importants aux bâtiments en cas d’alternance de périodes de sécheresse et de pluie. 1,8 % de la superficie communale est en aléa moyen ou fort (58,6 % au niveau départemental et 48,5 % au niveau national métropolitain). Depuis le 1er octobre 2020, en application de la loi ÉLAN, différentes contraintes s'imposent aux vendeurs, maîtres d'ouvrages ou constructeurs de biens situés dans une zone classée en aléa moyen ou fort,.
La commune a été reconnue en état de catastrophe naturelle au titre des dommages causés par les inondations et coulées de boue survenues en 1982, 1983, 1988 et 1999, par la sécheresse en 2003 et par des mouvements de terrain en 1999.

## Toponymie
Pour l'abbé Brugière, historien du Périgord, le nom de la commune serait d’origine celte et signifierait « belle, claire et chère vallée ». Pour d’autres, il viendrait du nom d’un Germain « Hairoward », le « H » se prononçant « ch ». Toujours est-il que des archives de 1382 mentionnent Charavart, puis Charvart en 1489, Charvard en 1560 (toujours nommé ainsi en occitan), Charval en 1760, et finalement Cherval aujourd’hui.

## Histoire
En 1827, la commune de La Chapelle-Grésignac a été intégrée à celle de Cherval lors d'une fusion. Cette fusion a été annulée en 1841 et La Chapelle-Grésignac a été rétablie.

## Politique et administration

### Rattachements administratifs
Dès 1790, la commune de Cherval a été rattachée au canton de Champaigne qui dépendait du district de Ribérac jusqu'en 1795, date de suppression des districts. Lorsque ce canton est supprimé par la loi du 8 pluviôse an IX (28 janvier 1801)  portant sur la « réduction du nombre de justices de paix », la commune est rattachée au canton de Verteillac dépendant de l'arrondissement de Ribérac. Ce dernier étant supprimé en 1926, ses communes sont alors rattachées à l'arrondissement de Périgueux.

### Intercommunalité
Fin 2001, Cherval rejoint la communauté de communes du Verteillacois créée cinq ans plus tôt. Celle-ci est dissoute au 31 décembre 2013 et remplacée au 1er janvier 2014 par un intercommunalité élargie : la communauté de communes du Pays Ribéracois, renommée en 2019 communauté de communes du Périgord Ribéracois.

### Administration municipale
La population de la commune étant comprise entre 100 et 499 habitants au recensement de 2017, onze conseillers municipaux ont été élus en 2020,.

### Liste des maires

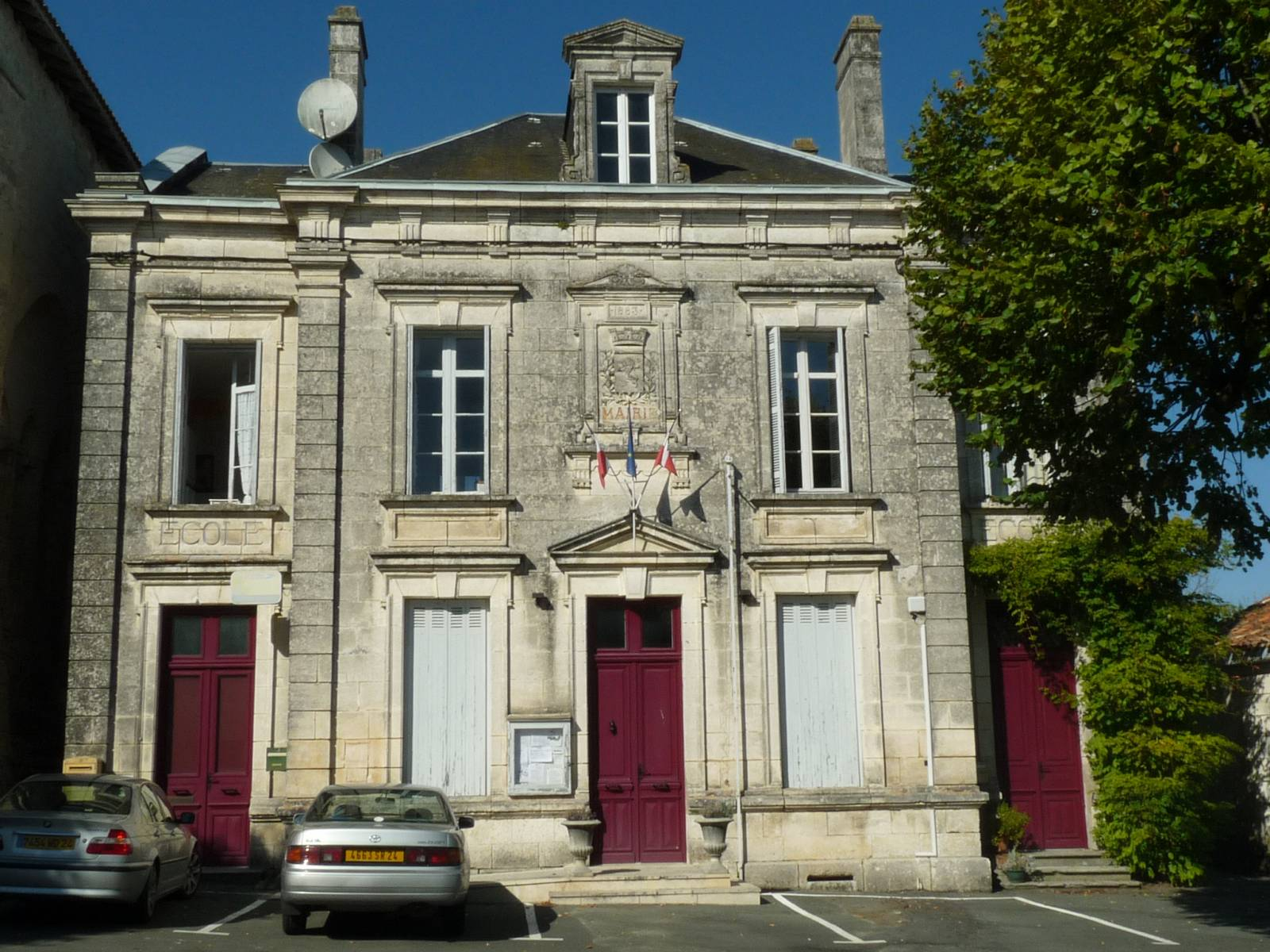
La mairie de Cherval.

| Période                                  | Période  | Identité            | Étiquette | Qualité     |
| ---------------------------------------- | -------- | ------------------- | --------- | ----------- |
| Les données manquantes sont à compléter. |          |                     |           |             |
|                                          |          |                     |           |             |
| avant 1981                               | ?        | Gabriel Rambert     |           |             |
|                                          |          |                     |           |             |
| mars 2001 (réélu en mai 2020)            | En cours | Jean-Pierre Prunier | SE        | Agriculteur |

### Jumelages

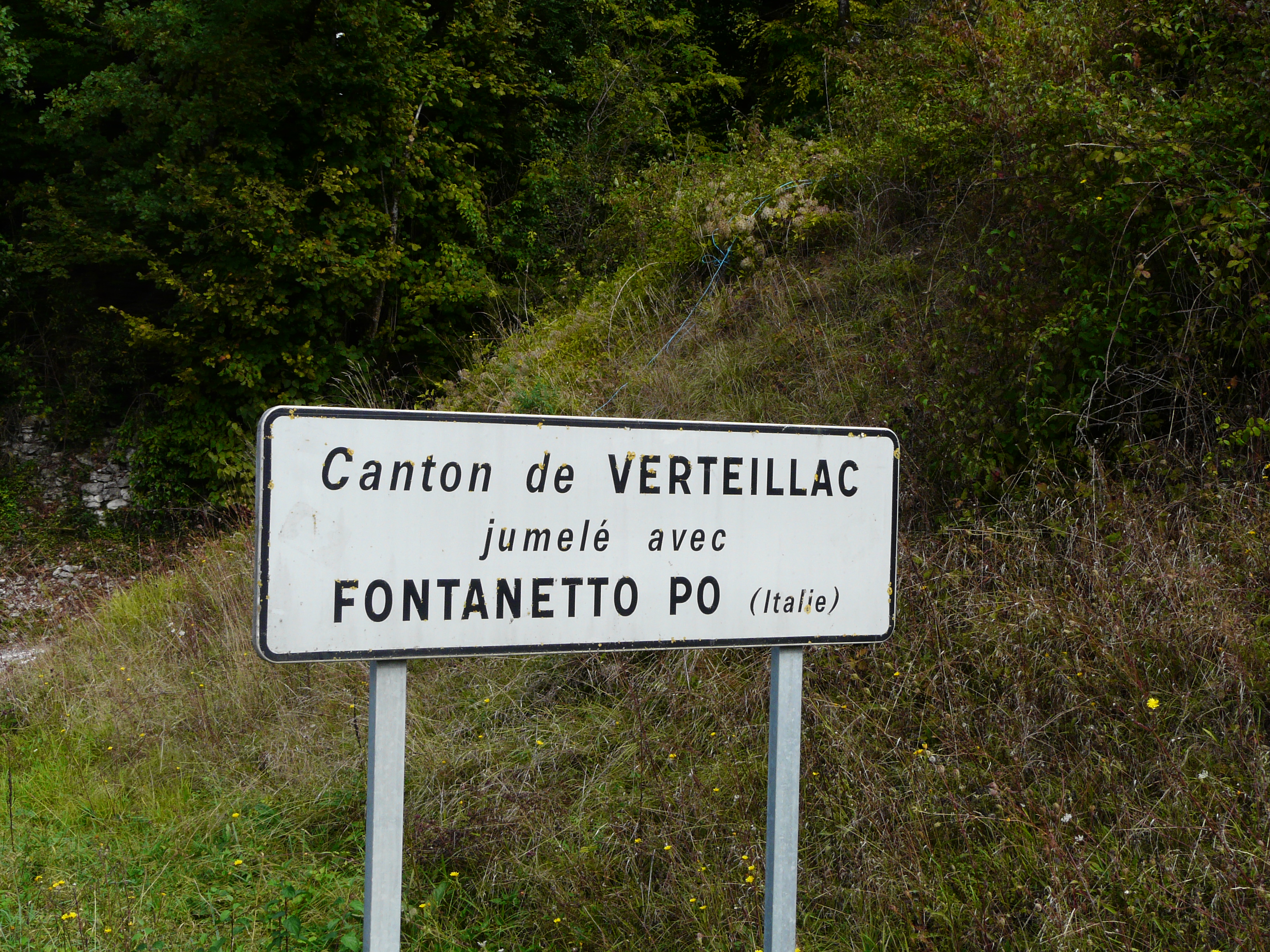
Panneau de jumelage du canton avec Fontanetto Po.

L'ensemble des communes de l'ancien canton de Verteillac, dont faisait partie Cherval, est jumelé avec la commune italienne de Fontanetto Po depuis 1988.

## Équipements et services publics

### Justice
Dans le domaine judiciaire, Cherval relève : 
- du tribunal judiciaire, du tribunal pour enfants, du conseil de prud'hommes et du tribunal de commerce de Périgueux ;
- du pôle Nationalité du tribunal judiciaire de Périgueux (compétent uniquement dans le domaine de la nationalité) ;
- de la cour d'appel, du tribunal administratif et de la  cour administrative d'appel de Bordeaux.

## Population et société

### Démographie
L'évolution du nombre d'habitants est connue à travers les recensements de la population effectués dans la commune depuis 1793. Pour les communes de moins de 10 000 habitants, une enquête de recensement portant sur toute la population est réalisée tous les cinq ans, les populations de référence des années intermédiaires étant quant à elles estimées par interpolation ou extrapolation. Pour la commune, le premier recensement exhaustif entrant dans le cadre du nouveau dispositif a été réalisé en 2005.

En 2022, la commune comptait 226 habitants, en évolution de −17,22 % par rapport à 2016 (Dordogne : +0,37 %, France hors Mayotte : +2,11 %).
| 1793 | 1800  | 1806 | 1821 | 1831  | 1836  | 1841  | 1846 | 1851 |
| ---- | ----- | ---- | ---- | ----- | ----- | ----- | ---- | ---- |
| 921  | 1 209 | 840  | 956  | 1 433 | 1 412 | 1 334 | 956  | 989  |

| 1856  | 1861 | 1866 | 1872 | 1876 | 1881 | 1886 | 1891 | 1896 |
| ----- | ---- | ---- | ---- | ---- | ---- | ---- | ---- | ---- |
| 1 010 | 959  | 894  | 907  | 913  | 885  | 851  | 828  | 781  |

| 1901 | 1906 | 1911 | 1921 | 1926 | 1931 | 1936 | 1946 | 1954 |
| ---- | ---- | ---- | ---- | ---- | ---- | ---- | ---- | ---- |
| 770  | 730  | 712  | 611  | 657  | 625  | 574  | 507  | 457  |

| 1962 | 1968 | 1975 | 1982 | 1990 | 1999 | 2005 | 2006 | 2010 |
| ---- | ---- | ---- | ---- | ---- | ---- | ---- | ---- | ---- |
| 406  | 362  | 342  | 295  | 310  | 308  | 309  | 308  | 284  |

| 2015 | 2020 | 2022 | - | - | - | - | - | - |
| ---- | ---- | ---- | - | - | - | - | - | - |
| 274  | 237  | 226  | - | - | - | - | - | - |

#### Remarque
Les recensements de 1831 à 1841 inclus font ressortir un nombre d'habitants plus important, dû à la population de la commune de La Chapelle-Grésignac, qui avait alors fusionné avec Cherval.

## Économie

### Emploi
En 2015, parmi la population communale comprise entre 15 et 64 ans, les actifs représentent 120 personnes, soit 43,8 % de la population municipale. Le nombre de chômeurs (vingt) a augmenté par rapport à 2010 (douze) et le taux de chômage de cette population active s'établit à 16,7 %.

### Établissements
Au 31 décembre 2015, la commune compte quarante-quatre établissements, dont dix-neuf dans l'agriculture, la sylviculture ou la pêche, dix-neuf au niveau des commerces, transports ou services, trois dans la construction, deux relatifs au secteur administratif, à l'enseignement, à la santé ou à l'action sociale, et un dans l'industrie.

## Culture locale et patrimoine

### Lieux et monuments
- L'église romane fortifiée Saint-Martin. Construction romane du XIIe siècle, l'église suit un plan rectangulaire. Quatre coupoles surplombent la nef et le chœur, celui-ci étant orné d'une couronne de pointes de diamants. L'étage présente une chambre de défense bâtie au XIIIe siècle par les moines guerriers de Saint-Jean de Jérusalem, accessible par un escalier à vis. Classée monument historique en 1913[68],[69]. Elle a fait l'objet d'une rénovation concernant l'assainissement, le clocher, les toitures et ses façades Nord et Est en 2019, qui se poursuit en 2020-2021 avec ses deux autres façades[70].
- Le château du Bourbet, XVIIe et XIXe siècles. Les seigneurs de Bourbet étaient à l'origine de ce château, composé alors d'un corps de logis ceint de deux tours fortifiées, ainsi que de deux pavillons en retour d'équerre. Ce château était protégé par un fossé, nivelé durant la Révolution française, période qui a également emporté les derniers vestiges du pont-levis, ainsi que l'ancienne prison qui jouxtait les caves. Le pavillon nord a vraisemblablement été détruit pendant la Seconde Guerre mondiale, ainsi que les tours carrées qui cantonnaient le corps de logis, déjà en partie rasées pendant la Révolution. En effet, le château a servi de kommandantur, car la ligne de démarcation passait entre Cherval et Gout qui était en zone libre[71].
- Le château de Clauzuroux (ou du Clauzurou) est situé sur la commune de Champagne-et-Fontaine, mais une partie du domaine, à l'est du château et du bief (aujourd'hui asséché) du moulin, est située sur Cherval[72].
- Le moulin du Potager, sur la Pude.

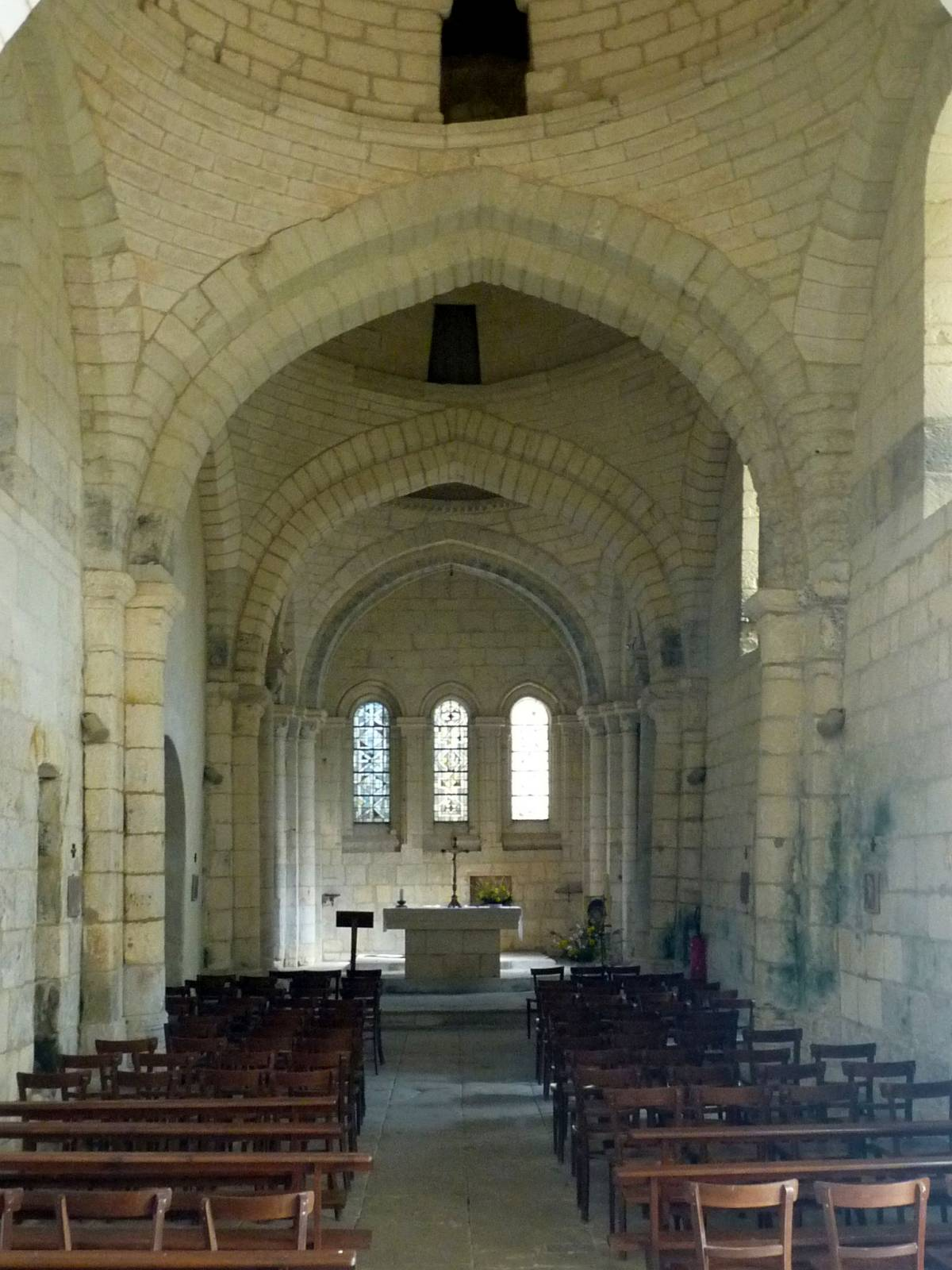
L'intérieur de l'église.
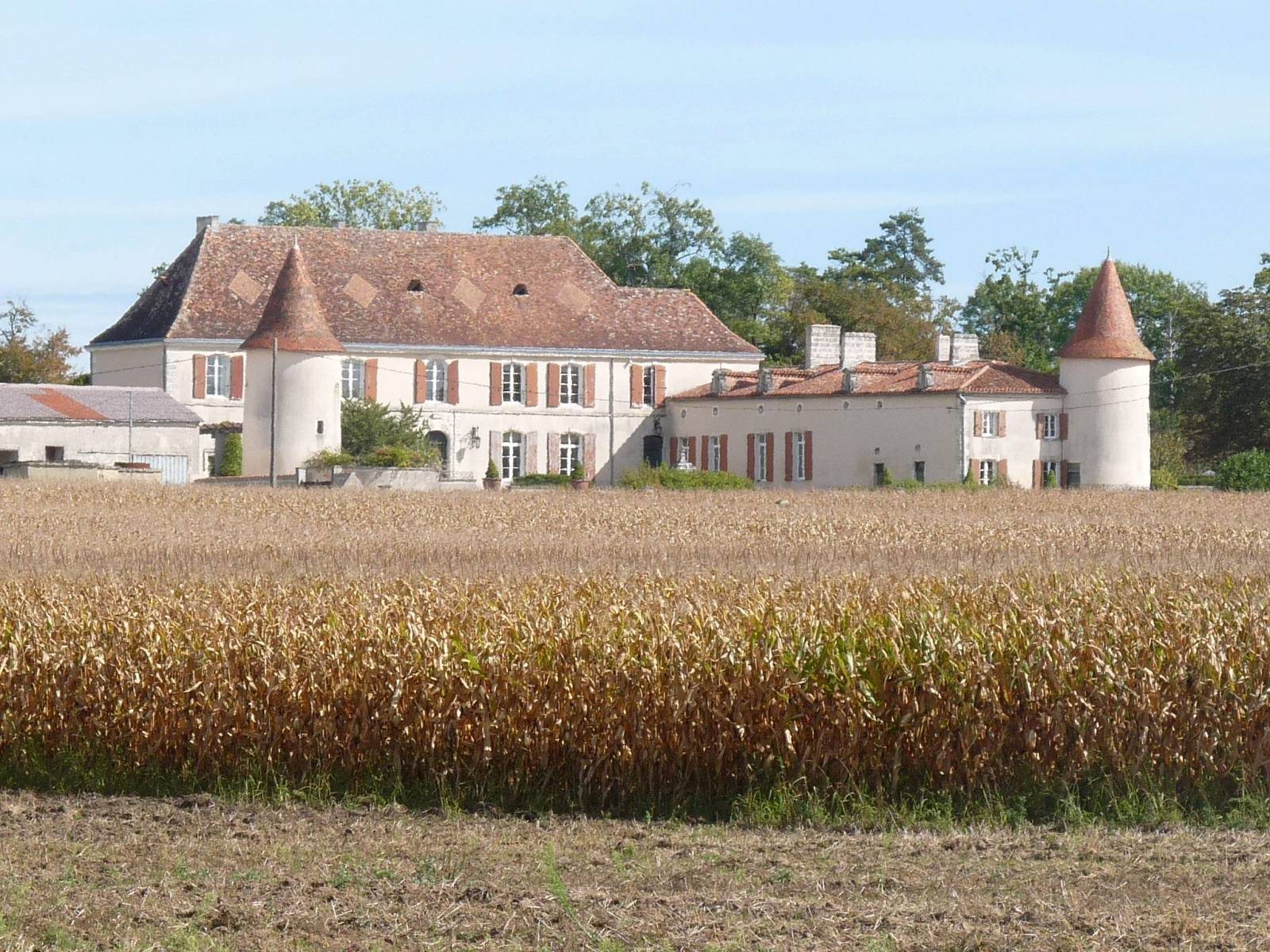
Le château du Bourbet.
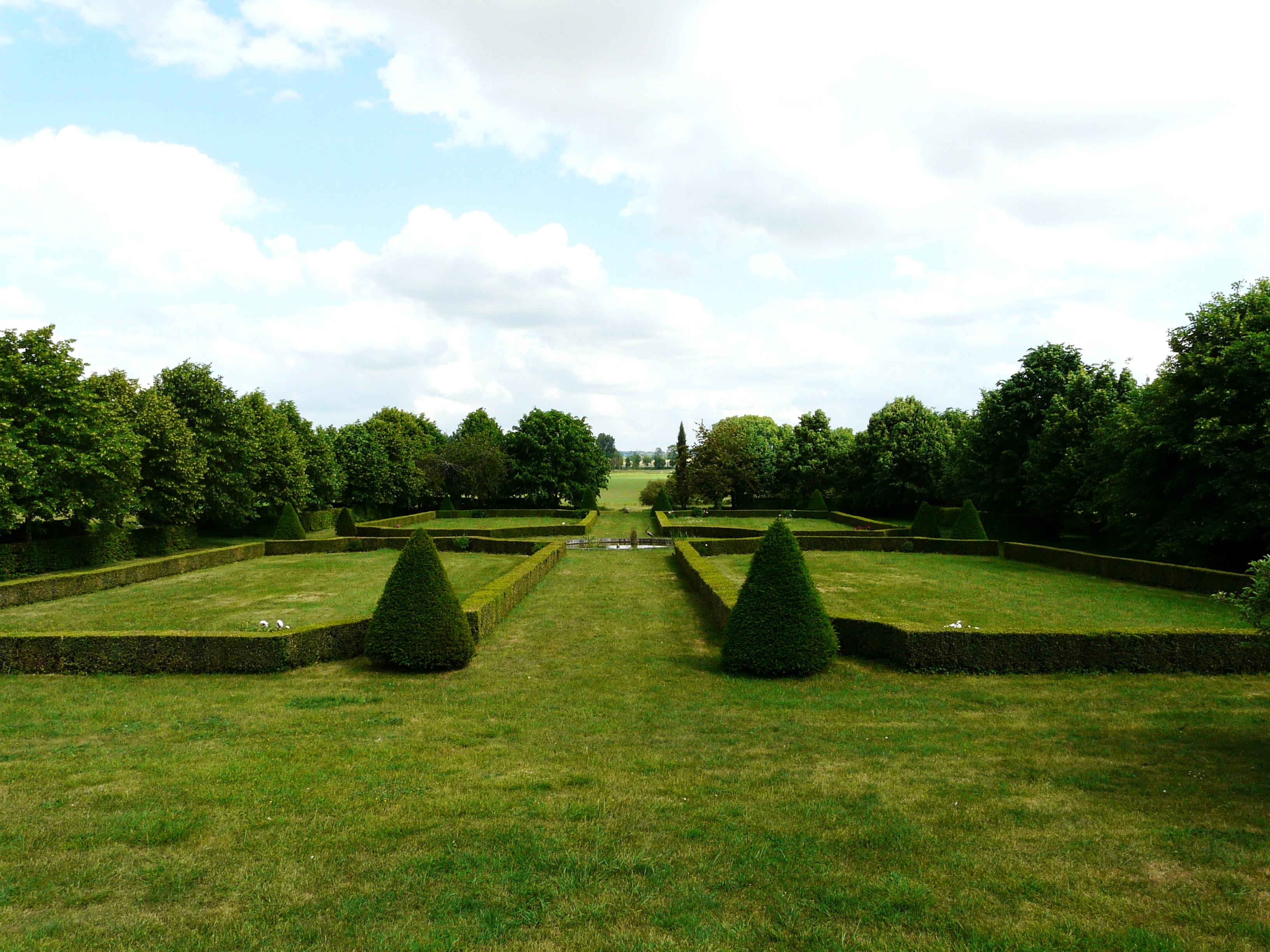
Les jardins du Clauzuroux, principalement situés sur Cherval.

### Héraldique
| Blason de Cherval | Blason  | D'azur à un lion d'or, armé et lampassé de gueules, accompagné en chef senestre d'un croissant d'argent. |
| Blason de Cherval | Détails | Armes de la famille de Lageard de Cherval. Le statut officiel du blason reste à déterminer.              |

## Pour approfondir